# Alexandre Jany
Alexandre (Alex) Jany (Toulouse, 5 januari 1929 – Marseille, 18 juli 2001) was een Frans zwemmer. Hij nam deel aan vier edities van de Olympische Zomerspelen: Londen 1948, Helsinki 1952, Melbourne 1956 en Rome 1960. Hij was vier keer Europees kampioen.

## Biografie
Jany, zoon van een badmeester uit Toulouse en broer van zwemster Ginette Jany, verbeterde op 18 maart 1945 het Franse record van Jean Taris op de 100 meter met 0,2 seconden naar 59,6 seconden. Het was de start van zijn succesvolle carrière als zwemmer. Jany zou uiteindelijk negentien Franse nationale titels op zijn naam zetten, waarvan acht achtereenvolgend op de 100 meter.
In 1947 verbeterde hij de wereldrecords op de 400 meter (eerder van William Smith) en 100 meter (van Alan Ford), terwijl hij tevens op beide afstanden met een ruime voorsprong Europees kampioen werd. Drie jaar later wist hij met succes beide Europese titels te verdedigen. Daarnaast won hij zowel in 1947 als in 1950 met het Franse team zilver op de 4x200 meter estafette. Door zijn uitmuntende prestaties - hij was in de zomer van 1948 in topvorm - werd verwacht dat hij ook goed zou presteren op de Olympische Zomerspelen in Londen. Op de 100 meter vrije slag zakte Jany echter in en viel met een vijfde plaats buiten het podium, achter onder meer de Amerikaan Walter Ris. Zijn zus Ginette wilde hem troosten, maar werd op de rand van het bad niet lekker. Ook op de 400 meter veroverde hij geen medaille. Wel won hij met het estafetteteam brons op de 4x200 meter vrije slag. Deze laatste prestatie herhaalde hij in 1952 op de Olympische Zomerspelen in Helsinki. Bij zijn deelname aan de Olympische Zomerspelen in Melbourne (1956) kwam hij niet door de heats. In 1960, op de Zomerspelen in Rome, deed hij alleen mee aan de waterpolowedstrijden.
Jany werd in 1977 opgenomen in de International Swimming Hall of Fame. Hij richtte na het beëindigen van zijn sportieve carrière een zwemschool op in Marseille. Na zijn overlijden in 2001 werd het zwembad waar hij zoveel kwam naar hem vernoemd.

## Erelijst
- Olympische Zomerspelen: 2x
- Europese kampioenschappen: 4x , 2x
- Middellandse Zeespelen: 4x

- International Standard Name Identifier: 0000 0003 5940 1477
- Système universitaire de documentation: 101468199
- Virtual International Authority File: 219464799